# パーシー・アレクサンダー・マクマホン
パーシー・アレクサンダー・マクマホン（英: Percy Alexander MacMahon、1854年9月26日 – 1929年12月25日
）は、イングランドの数学者。特に自然数の分割と数え上げ数学の分野で知られる。

## 生い立ち
イギリス統治下のマルタに生まれた。当時、マクマホンの父は大佐で准将として退役した。マクマホンはチェルトナムの営利学校に通った。14歳でチェルトナム・カレッジの Junior Scholarship を獲得し、1868年2月14日から1870年12月まで通学した。16歳でウーリッジの王立陸軍士官学校に入学し、2年後に卒業した。 

## 軍歴
1873年、暫定的に中尉に位置付けられて、第五旅団第一砲台中隊としてチェンナイに派遣された。1873年10月の軍のリストではラクナウの第五旅団に就いていた。最終的にはパンジャブ地方コハトの西端の国境警備隊で第一山岳砲台中隊に所属した。1月26日、2級准大尉を与えられ、1877年2月に中隊に配属された。Historical Record of the No. 1 (Kohat) Mountain Battery, Punjab Frontier Force では、彼が1877年8月9日にマリーで病気休暇を取ったことが記録されている。1877年12月22日、GGO番号1114に保証された診断書を以って18日の休暇を取ったが、病名は具体的には知られていない。
病気療養の期間はマクマホンに最も重大な出来事を与えることとなった。インドに駐在していたならば、第二次アフガン戦争のロバーツ軍に巻き込まれていた恐れがあった。1878年前半、マクマホンはイングランドに帰還した。ここでマクマホンが兵士よりも数学者に傾倒していくきっかけとなる一連の事象が起こった。1878年初頭のニューブリッジで第三師団に転属したが、マクマホンは1878年5月から1879年3月まで'余剰'人員だった。
1879年1月、マクマホンはドーバーの第九師団に移り更に1880年シアネスに移動した。同年ウーリッジの大砲将校の上位クラスに入った。このクラスでは2年で専門科目と外国語を学ぶことができた。マクマホンは課程を修了して、陸軍リストの名前の末尾に"p.a.c"（passed advanced class）の文字が授与された。

1881年10月29日に大佐に昇格した。1882年3月23日、王立陸軍士官学校教官職に抜擢された。 ここで同じく士官学校教授のアルフレッド・ジョージ・グリーンヒルと出会った。ジョゼフ・ラーモアはマクマホンの死後に The Times に宛てた手紙の中で次のように書いている。
The young Captain threw himself with indomitable zeal and insight into the great problems of the rising edifice of algebraic forms, as was being developed by Cayley, Sylvester and Salmon.
1891年、マクマホンはウーリッジの王立陸軍大学にて新しく電気の軍事教官職を任命された。3つの死亡記事などのように、マクマホンを物理の教授とする文献も存在するが、物理教授の職はグリーンヒルが引退まで務めていたために、誤りである。
1898年、軍事関係の仕事から引退した。

## 数学の経歴
1890年、マクマホンは王立協会フェローに選出された。1900年にロイヤル・メダル、1919年にシルヴェスター・メダル、1923年にド・モルガン・メダルを授与されている。1894年から1896年までの間、ロンドン数学会会長を務めた。
マクマホンは主に対称関数の研究と平面の分割の数え上げの功績で知られる（マクマホンの基本定理を参照）。1915/16年に数え上げ数学の2巻の書籍 Combinatory analysis を執筆した。
マクマホンは娯楽数学の先駆者でもあり、いくつかのパズルゲームを開発した。1921年の論文 New Mathematical Pastimes では、ドミノの線型マッチングパズルを正三角形や正方形、立方体など2,3次元の形に拡張した。正三角形について、1892年にマクマホンは各辺に4色のうちの1色塗った24つの正三角形の集合の特許を獲得した。後に、Contack（1939）、Triominoes、Trioker（1970）を含む相似な三角形のタイルのドミノゲームが商業的に発売された。正方形についてはマクマホン正方形と呼ばれる、3色のうち1つで正方形の4頂点を塗ることで構成される24つの独特な組を作った。立方体については、各面を異なる色に塗り分けることで構成される30つの立方体の組を作った。

## 賛辞
次の文は"Science Progress in the Twentieth Century"の査読者によるものである。
It is, I believe, a loss to England and to mathematics that Major MacMahon has not directed a great school of research; the gain to the youthful mathematicians of such a leader is obvious; they would have received an impetus which the printed page will only give to a few. Is it not possible also that the quality of work done in such circumstances may not, like mercy, be doubly blest? [..] it is impossible to resist the feeling that there are countries in which mathematical teaching is better organised than it is in England.
リチャード・P・スタンリーはマクマホンを1960年以前の数え上げ数学で最も影響力のある数学者とみなしている。

## 映画の描写
映画『奇蹟がくれた数式』ではケヴィン・マクナリーがマクマホン役を演じた。映画内ではマクマホンとシュリニヴァーサ・ラマヌジャンの最初の邂逅を正確に描写している。ジャン・カルロ・ロタはマクマホンの論文集の1巻の導入で次のように述べている。
It would have been fascinating to be present at one of the battles of arithmetical wits at Trinity College, when MacMahon would regularly trounce Ramanujan by the display of superior ability for fast mental calculation (as reported by D. C. Spencer, who heard it from G. H. Hardy). The written accounts of the lives of these characters, however, omit any mention of this episode, since it clashes against our prejudices.